# Be Quick or Be Dead
Singles de Iron Maiden
Bring Your Daughter... to the Slaughter
(1990) From Here to Eternity
(1992)
Be Quick or Be Dead est une chanson du groupe de heavy metal britannique Iron Maiden. Il s'agit du premier single extrait de l'album Fear of the Dark publié en 1992, le single est sorti le 13 avril 1992.
La chanson parle de plusieurs scandales politiques ayant eu lieu à l'heure de sa sortie, y compris le scandale du magnat de presse Robert Maxwell, les krachs boursiers européens et le cas de la BCCI.

## Structure
La chanson commence avec la batterie, puis les autres instruments rejoignent et jouent le riff de guitare principal, qui a été écrit par Janick Gers et est en G mineur, comme la plupart de la chanson. Le riff est joué jusqu'à ce que Bruce Dickinson se joigne aux textes. Pendant ce verset, les guitares et la basse jouent principalement en G.
Ensuite, il y a un pré-refrain qui se joue en C puis le chœur, qui dispose d'un riff de guitare semblable à celui de l'introduction et Bruce chante Be Quick or Be Dead plusieurs fois. Après le post-refrain est joué en G et en F par les guitares quand Dickinson chante « See what's ruling all our lives. See who's pulling strings ».

## Composition du groupe
- Bruce Dickinson — chants
- Steve Harris — basse
- Dave Murray — guitare
- Janick Gers — guitare
- Nicko McBrain — batterie

## Charts
| Pays             | Chart                | Meilleure position | Réf   |
| ---------------- | -------------------- | ------------------ | ----- |
| Royaume-Uni      | UK Singles Chart     | 2                  | [ 1 ] |
| Allemagne        | Media Control Charts | 32                 | [ 2 ] |
| Suisse           | Swiss Music Charts   | 15                 | [ 3 ] |
| Suède            | Sverigetopplistan    | 15                 | [ 4 ] |
| Pays-Bas         | MegaCharts           | 26                 | [ 5 ] |
| Norvège          | VG-lista             | 3                  | [ 6 ] |
| Australie        | ARIA Charts          | 47                 | [ 7 ] |
| Nouvelle-Zélande | Rianz                | 12                 | [ 8 ] |

## Format
| Pays        | Format     | Note         | Catalogue          | Label        |
| ----------- | ---------- | ------------ | ------------------ | ------------ |
| Royaume-Uni | Vinyle 12" | Gatefolds    | 12EMG 229          | EMI          |
| Royaume-Uni | Vinyle 12" | Picture-disc | 12EMPD 229         | EMI          |
| Europe      | Vinyle 7"  | Single       | 20 4764 7, EM 229  | EMI          |
| Royaume-Uni | CD         | Maxi         | CDEM 229, 204764 2 | EMI          |
| États-Unis  | CD         | Maxi (promo) | ESK 4551           | Epic Records |